# 221 Eos
För andra betydelser, se Eos (olika betydelser).
221 Eos är en stor asteroid i huvudbältet som upptäcktes den 18 januari 1882 av den österrikiske astronomen Johann Palisa. Den fick senare namn efter Eos, gryningens gudinna i grekisk mytologi.
Den tillhör och har givit namn åt asteroidgruppen Eos.
Eos senaste periheliepassage skedde den 26 oktober 2020. Dess rotationstid har beräknats till 10,44 timmar. Asteroiden har uppmätts till diametern 103,87 kilometer.